# Zwart Water (Kasterlee)
Het Zwart Water is een natuurgebied ten zuidwesten van de tot de Antwerpse gemeente Kasterlee behorende plaats Lichtaart, gelegen nabij Lavendelweg 1-3.
Het gebied wordt beheerd door het Agentschap Natuur en Bos.
Het gebied ligt op de Kempense Heuvelrug en bestaat uit een ven dat vroeger in een stuifzand- en heidegebied lag, maar tijdens de 19e eeuw grotendeels met naaldhout bebost werd.
Aan de rand van het ven vindt men gagelstruwelen, wilgenbroekbos en schraalgrasland. In het ven ligt een drijftil die een veilige rustplaats voor vogels vormt.
Het bos wordt geleidelijk omgevormd naar meer gemengd bos. Daarnaast zijn er heiderestanten.

## Toegankelijkheid
De oevers van het Zwart Water zijn kwetsbaar en daarom niet toegankelijk. Verder zijn er in het gebied wandelroutes uitgezet.